# Nick Brandt
Nick Brandt (* 1964 nebo 1966 Londýn) je anglický fotograf. Studoval malířství a později film na londýnské škole Saint Martin's School of Art. V roce 1992 odešel do Spojených států amerických, kde se věnoval režírování hudebních videoklipů. Režíroval například klipy k písním „Porcelain“ (Moby), „Earth Song“ a „Stranger in Moscow“ (Michael Jackson) a „Hands“ (Jewel). Během natáčení videoklipu k Jacksonově písni „Earth Song“ v Tanzanii si oblíbil Východní Afriku. Později se do této oblasti několikrát vrátil a pořídil řadu fotografií. V roce 2005 vydal fotografickou knihu On This Earth, která byla první z africké trilogie. Následovaly knihy A Shadow Falls (2009) a Across the Ravaged Land (2013). V roce 2016 vydal svou čtvrtou knihu, Inherit the Dust, v níž se opět nachází fotografie z Východní Afriky. Roku 2016 získal Cenu Ansela Adamse. V roce 2002 se oženil s irskou herečkou Orlou Brady.